# خالد بن عمرو بن عدي
خالد بن عمرو بن عدي صحابي من الأنصار، شهد بيعة العقبة الثانية، واختلف في شهوده غزوة بدر، حيث ذكره ابن الكلبي، ولم يذكره ابن إسحاق، ولكنه شهد غزوة أحد.

## سيرته
هو خَالِدُ بن عَمْرو بن عَدِيّ بن نَابِي بن عمرو بن سَوَاد بن عَدِيَّ بن غَنْم بن كعب بن سَلِمة، الأنصاري الخزرجي السلمي، أمّه أَرْوى بنت مالك بن خَنْسَاء بن سنان بن عُبَيْد مِن بني سَلِمَة، وَلَدَ خالدُ بنُ عَمرو: أمَّ عمرو، تزوجها معاذ بن جبل. وأُمُّها أم زيد بنت قيس بن النعمان بن سنان بن عُبيد من بني سَلِمة. شهد بيعة العقبة الثانية، وشهد غزوة أحد، وقال ابن الكلبي أنه شهد غزوة بدر، بينما لم يذكره ابن إسحاق فيمن شهدها من الأنصار ولا تعرف له رواية، توفي وليس له عقبٌ.